# Kungurská jeskyně
Kungurská ledová jeskyně (rusky Кунгурская пещера) je jedna z nejpopulárnějších pozoruhodností Sibiře a Uralu. Společně s Ledovou horou tvoří historicko-přírodní komplex regionálního významu (v SSSR chráněná krajinná oblast národního významu). Jeskyně se nachází v Permském kraji, na pravém břehu řeky Sylva na kraji města Kungur ve vesnici Filippovka, 100 km od Permu.
Unikátní geologická památka je jednou z největších krasových jeskyní v evropské části Ruska а sedmá nejdelší jeskyně na světě. Délka jeskyně je asi 5700 m, z čehož je 1,5 km zpřístupněn turistům. Průměrná teplota vzduchu uprostřed jeskyně je + 5 °C a relativní vlhkost je 100 %. Kungurská jeskyně má 58 jeskynních útvarů, 70 jezer, 146 tzv. „píšťal“ (nejvyšší je v jeskyni Efirnyj a měří 22 m), což jsou vysoké komíny, které vedou téměř k povrchu.

## Popis
Na úpatí strmého jižního svahu na břehu řeky Sylvy ukrytý zelení parku leží vstup do jeskyně v podobě betonového tunelu. Východně od tunelu v útesu nad opuštěným přírodním vchodem do jeskyně se odrývají sádrovce a anhydrity vrchního (irenského) horizontu kungurské vrstvy, které se vrství s vápencem a dolomitem. Tyto horniny jsou základem Ledové hory a mají tloušťku až 60 m. Sádrovec je překryt vrstvou nekonsolidovaných usazeniny složených z úlomků vápence a dolomitu s jílem. Ještě výše se objevují písečné a hliněné usazeniny starých teras. V části jeskyně, která je nejblíže východu, se na podlaze celoročně drží ledová pokrývka a ledové krystaly na klenbách.
Ve stropu jeskyně je objeveno více než 130 válcových komínů, tzv. "píšťal" s průměrem 3-9 m a výškou až 20 metrů. Pod ústími komínů můžete často vidět kuželovitý osyp z hlíny a balvanů.

## Ledová hora
Část nad jeskyní Ledové hory je také přírodní památka a turistický objekt. V povrchu této části je jasně vidět ničivý účinek podzemních vod na snadno rozpustný sádrovec a anhydritu.
Povrch Ledové hory je posetý krasovými prohlubněmi kuželovitých a talířových tvarů. Jejich velikost dosahuje až 100 m a hloubky 15 m. Na svazích krasových prohlubní se setkáváme se sádrovcovými výběžky a na dně s ponory, přes které sněhová a dešťová voda proniká do hornin s obsahem síranu. Část prohlubní se zalila vodou a vytvořila krasová jezera a bažiny. V Ledové hoře je na rozloze 10 km² přibližně 3000 prohlubní. Každý rok se objevují nové, které nejčastěji vznikají na dně a na sklonech už starých krasových prohlubní.
Nerovný terén Ledové hory vysvětluje extrémní rozmanitost půdy a vegetace. Na jižním svahu hory jsou rozšířeny druhy přizpůsobené k množství sádrovce v půdě. Tady také našel útočiště reliktní stepní a skalní stepní porost. Ve větru se kolébají a táhnou se po svahu stříbrné řady kavylu. Ve druhé polovině léta rozkvétají modré koule „Adaovy hlavy“ (Echinops - Bělotrn), vyskytují se zde také ovsíř, šalvěj stepní, šanta, šater, chrpa sibiřská, pelyněk, kozinec a mnoho dalších stepních rostlin. Ledová hora s jejími březovými lesíky mezi poli spadá do ostrovní kungurské lesostepi.

## Jeskyně
Známé chodby a jeskynní útvary Kungurské jeskyně vznikly z puklin v severozápadním a také severovýchodním směru a vytváří mřížkový systém. Každé rozvětvení má za následek vznik dalších jeskynních útvarů, které jsou spojené úzkými chodbami. Celková délka prozkoumaných chodeb je 5,6 km. Jeskyně Velikán, Geografů a další dosahují šířky až 40 metrů a výšky lavinových kleneb do 10 m. Celkový objem prázdnoty je asi 100 tis. m³. Stejný objem je zaplněn zřícenými balvany, hlínou, podzemními vodními nádrži a ledem.
Jeskyně má 58 jeskyní. Turisté mohou projít Velký nebo Malý okruh. Ve většině jeskyní se teplota pohybuje okolo nuly, ekosystém je dostatečně sterilní (obsah bakterií ve vzduchu je asi 300 na m³). Jsou i některé jeskyně, kde teplota dokonce v létě zůstává minusová, například jeskyně Věžička (-17 °C) nebo jeskyně Briliantová (-2 °C). V jeskyni Meteorit podsvícení vytváří dojem prolétávajícího meteoritu. Největší jeskyně je velká 50 tisíc m³ a jmenuje se Geografů. Největší zpřístupněná jeskyně je Velikán s rozlohou 45 tis. m².

## Jezera

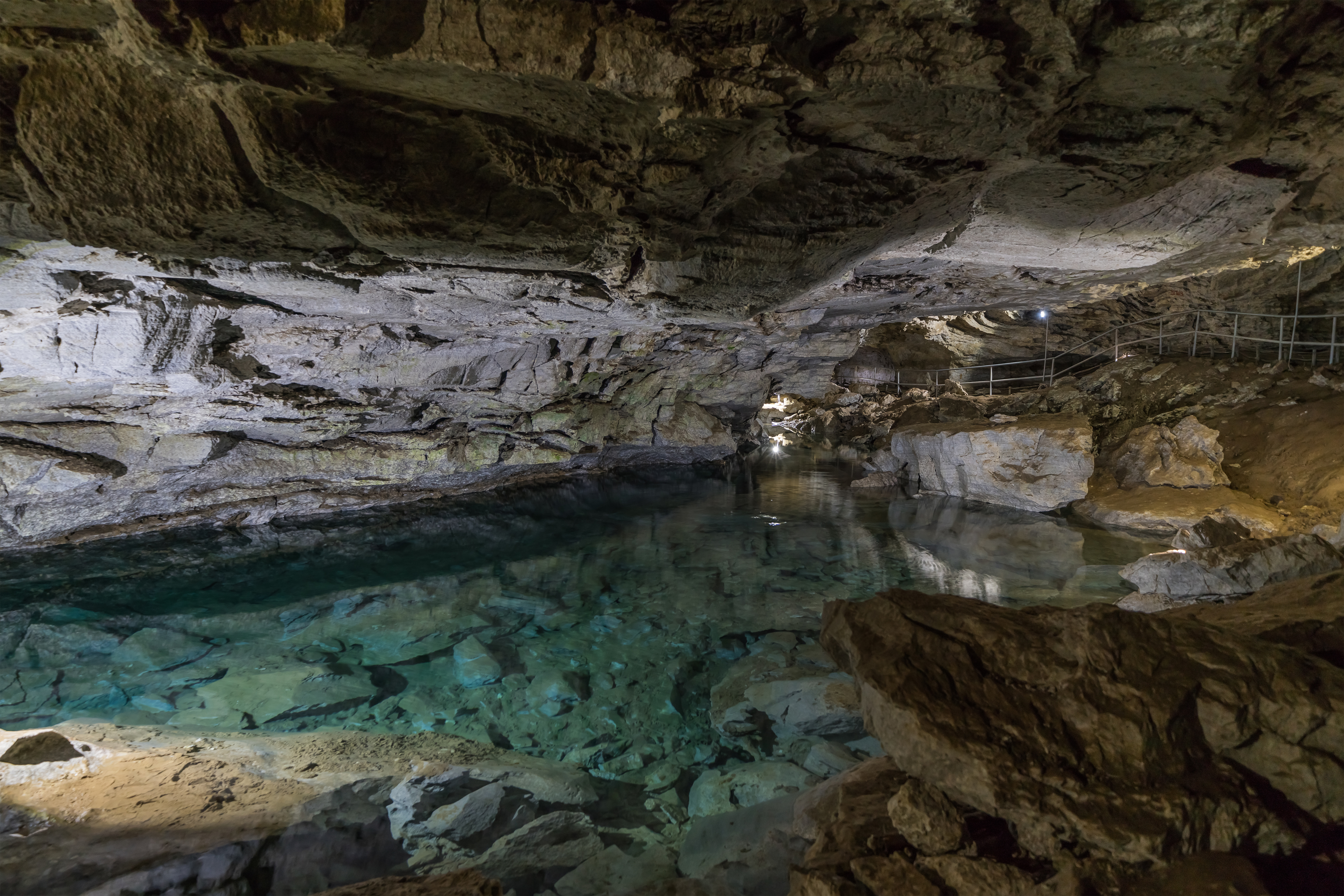

Zvláštní krásu jeskyním přidávají jezera (tzv. neviditelná), která se spojují s vodami řeky Sylvy. Celkově se jeskyně skládá ze 70 jezer, největší jezero (Velké podzemní jezero) má objem 1300 m³, plochu 1460 m² a hloubku do 5 m. V jezerech se vyskytuje blešivec hřebenatý a malé žáby.
Vrtné sondy pod bahenními usazeninami na dně jezera objevují dolomity filipovského horizontu. Špatně ve vodě rozpustné vrstvy dolomitu omezují růst dutin. Tím se vysvětluje přibližně stejná maximální hloubka různých jezer.
V některých obdobích je úroveň jezer o 0,1-0,4 m výš než je hladina řeky Sylva. Ve známých chodbách v jeskyni však není sklon podzemních vod namířen k řece, jak bychom čekali, ale dovnitř Ledové hory k jeskyni Geografů, do které jeskyní teče potůček. Je pravděpodobné, že jeskyně Geografů je spojena s neznámými chodbami, které vedou k řece níže na jejím toku.
Teplota vody v jeskynních jezerech se mění s teplotou vzduchu. V roce 1980 se ve Velkém jezeře měnila od +5 °C v zimě do +5,2 °C v létě, v jeskyni Dlouhá od 3,7 do 4 °C. Na jezerech jeskyně Velikán se objevuje led, a v jeskyni Věžička v roce 1973 jezero promrzlo až na dno a pouze pramenové vody při povodni v roce 1979 rozpustily ledy.
Téměř po celý rok je voda podzemních jezerech mineralizovaná a blíží se k plnému nasycení sádrovcem - 2,1-2,2 g/l. Při odpařování a také z důvodu vniknutí vody jiného složení, vznikají z přesyceného roztoku krystaly vápníku a sádrovce. Na povrchu jezera vznikají skvrny od vzniklých krystalů a v některých jezerech se tvoří souvislá vrstva, která je podobná kalnému ledu.

## Cestovní ruch
Díky velkému množství turistů bylo v roce 1969 otevřeno Kungurské informační centrum. Nejvyšší návštěvnost byla v roce 1980, kdy za rok jeskyni navštívilo 202 481 lidí, v roce 1995 to bylo 51 400 lidí. V období 1924-2000 byla průměrná návštěvnost 80 000 lidí. Poblíž jeskyně je postaveno turistické středisko „Stalagmit“, které se skládá z hotelu, restaurace a parkoviště.
Všechny aktuálně známé chodby Kungurské jeskyně se rozkládají na ploše 250 m², což činí 2,5 % Ledové hory. Z celkové délky 5,6 km je upravena a elektrifikována více než jedna třetina podzemních chodeb. Jestli zahrneme i malé chodby a jeskyně, které se nachází v blízkosti turistických tras, tak k podzemní části přírodní rezervace, které nejsou zpřístupněné turistům, bude patřit i část jeskyně, která leží severozápadně od jeskyně Dlouhá.